# Piscine Keller
Pour les articles homonymes, voir Keller et Robert Keller.
La piscine Keller est l'une des 39 piscines municipales à Paris. Elle est située 14 rue de l'Ingénieur-Robert-Keller, dans le quartier de Beaugrenelle, dans le 15e arrondissement.

## Historique

### Fondation
La piscine Keller est construite fin des années 1960, inauguration en 1967 pour l'Union nationale des associations sportives des postes, télégraphe, téléphone (ASPTT). Elle est alors le premier bâtiment du nouveau centre Beaugrenelle dans le quartier de Beaugrenelle (situé sur le Front de Seine), initié par Jacques Marette,  maire du 15e arrondissement. Le centre comprend notamment, outre la piscine, une tour d'habitation de 29 étages (tour Keller), « une crèche, un central téléphonique et le secrétariat aux PTT » ; il est achevé en 1975. Il a été mené par Albert Grégoire, architecte en chef des BCPN, Grand Prix de Rome, et Jacques Choquart. 
La piscine, construite sur le site d'un ancien garage, est inaugurée par un record du nageur Claude Mandonnaud en 1967. Elle porte le nom de l'ingénieur et résistant Robert Keller.

### Description des bâtiments
Composée d'un bassin de 50 mètres et d'un petit bassin de 15 mètres, elle se caractérise par un toit ouvrant. Cette piscine appartenant à l'origine à la Poste est également ouverte au public. Dépendaient de la direction de la piscine un sauna et une cafétéria aujourd'hui disparus. 

### Rénovation des années 2000

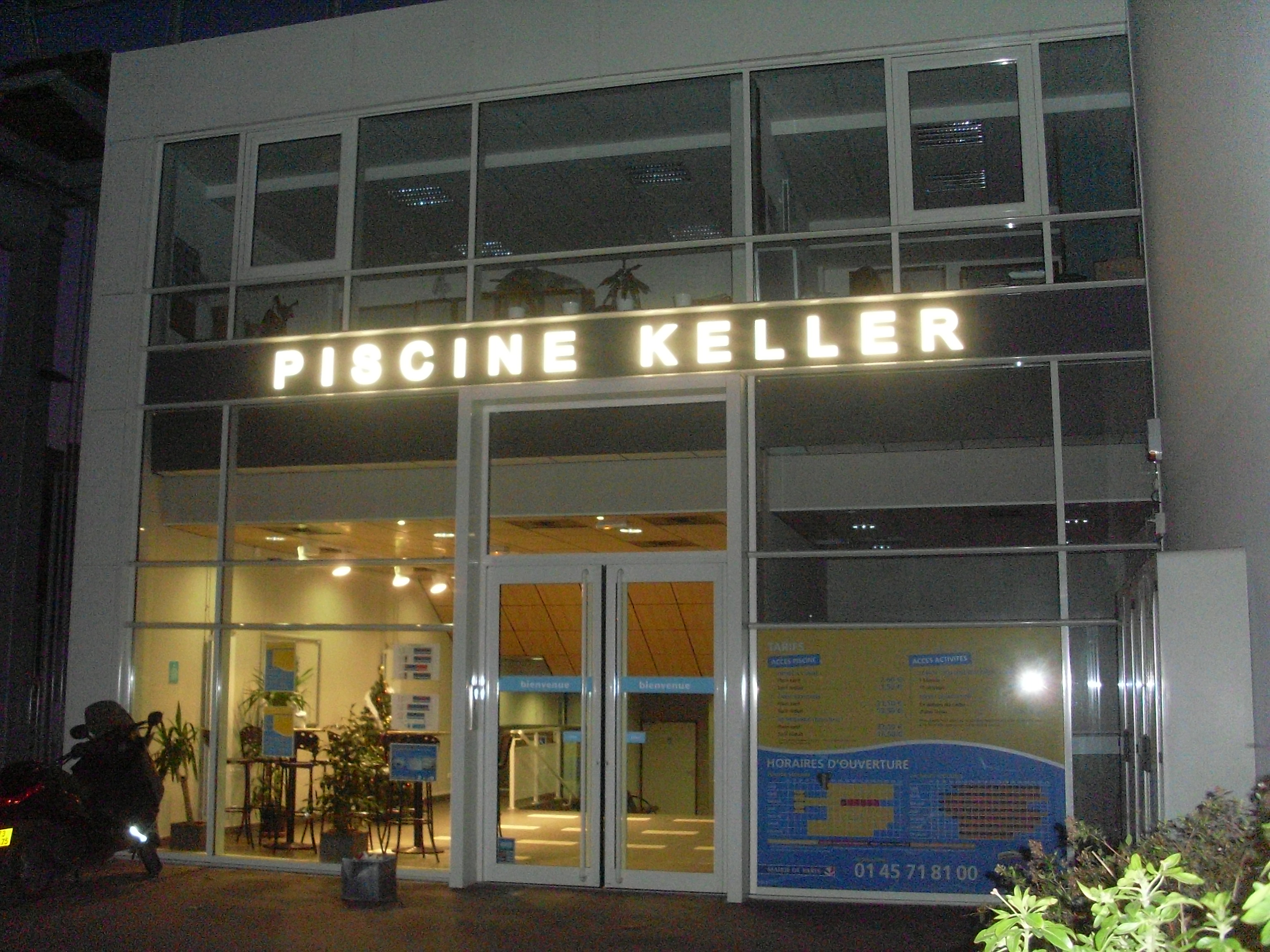
Nouvelle façade de la piscine Keller.

La ville de Paris obtient la propriété de la piscine à la suite d'un vote du Conseil de Paris, en décembre 2000. En 2002, la piscine est donc rachetée mais elle est devenue vétuste et peu adaptée aux normes en vigueur. Elle ferme donc en 2005 pour travaux de rénovation, avant de rouvrir en 2008. Elle est gérée aujourd'hui par une filiale de l'UCPA, pour le compte de la Mairie de Paris.
Un chantier, commencé en 2008, est pris en charge par la Mairie de Paris. Les travaux ont été gigantesques : les anciens vestiaires, les douches, les sanitaires ainsi que l'entrée ont été démolis avant d'être reconstruits intégralement. L'étanchéité d'une façade vitrée a remplacé l'ancienne façade délabrée. Les carrelages au fond de la piscine ont été rénovés, et un spa a été installé. Les travaux ont coûté 9 millions d'euros. Ce chantier s'est fait dans le cadre de la rénovation du Front-de-Seine.

## Description
Cette piscine comporte deux bassins :
- un bassin de 50 mètres[2] (sur 6 couloirs[2]) comprenant une ligne de nage avec palmes. La profondeur varie entre 1,40 mètre et 3,40 mètres ;
- un bassin ludique de 15 mètres[2] faisant également office de spa.

La piscine peut accueillir 500 nageurs simultanément et va, en 2011, jusqu'à en accueillir 1 800 par journée. Elle est accessible aux personnes handicapées (présence d'un ascenseur et d'une plate-forme élévatrice).
Un toit ouvrant permet, les beaux jours d'été, d'ouvrir la piscine sur l'extérieur, notamment sur les tours du quartier. Dans les bassins, des hublots permettent à des entraîneurs sportifs de voir les mouvements des nageurs professionnels pendant leurs séances de natation.
Le traitement de l'eau fonctionne grâce à un procédé à l'ozone.

## Desserte
La piscine est desservie par la station Charles Michels, sur la ligne 10 du métro, ainsi que par la gare de Javel, sur la ligne C du RER.

## Filmographie
Certaines scènes de l'épisode Panique à Saint-Patrick de la série télévisée Nestor Burma s'y déroulent.